# Anoura fistulata
Anoura fistulata е вид бозайник от семейство Американски листоноси прилепи (Phyllostomidae).

## Разпространение
Видът е разпространен в Еквадор.